# Suzanne Nielsen
Pour les articles homonymes, voir Nielsen.
Suzanne Nielsen née en 1970 est une triathlète professionnelle danoise, championne du monde de triathlon longue distance en 1999 et championne d'Europe en 1996.

## Biographie
Suzanne Nielsen commence sa carrière de triathlète en participant à des compétitions en France principalement. En 1999 elle gagne le championnat du monde de triathlon longue distance, l’épreuve masculine est remportée cette même année par son compatriote Peter Sandvang. Elle prend la première place de la course en 6 h 20 min 7 s avec cinq minutes d'avance sur l'Australienne Joanne king. Son exploit est salué par la presse danoise, celle-ci souligne que Suzanne Nielsen sort d'une blessure à la hanche et que son résultat n’en est que plus exceptionnel. Cette même année, elle termine à la 4e place du championnat du monde d'Ironman à Kona où elle est la seule triathlète danoise à avoir réalisé trois « top 10 » en trois participations. Elle met un terme à sa carrière en 2009 et ne participe plus à aucune compétition se sentant « saturée et satisfaite » du résultat de sa carrière. Depuis 2009 elle entraîne d’autres triathlètes pour des compétitions Ironmans.

## Palmarès
Le tableau présente les résultats les plus significatifs (podium) obtenus sur le circuit international de triathlon depuis 1992,.
| Année | Compétition                             | Pays             | Position           | Temps           |
| ----- | --------------------------------------- | ---------------- | ------------------ | --------------- |
| 2001  | Championnat du monde longue distance    | Danemark         | Médaille de bronze | 9 h 46 min 2 s  |
| 1999  | Championnat du monde longue distance    | Suède            | Médaille d'or      | 6 h 20 min 17 s |
| 1998  | Ironman Nouvelle-Zélande                | Nouvelle-Zélande | Médaille d'or      | 9 h 50 min 8 s  |
| 1997  | Championnat d'Europe                    | Finlande         | Médaille de bronze | 2 h 15 min 11 s |
| 1997  | Ironman Europe                          | Allemagne        | Médaille d'argent  | Timing          |
| 1996  | Championnat d'Europe                    | Hongrie          | Médaille d'or      | 1 h 59 min 29 s |
| 1996  | Championnat du monde longue distance    | États-Unis       | Médaille de bronze | 4 h 14 min 15 s |
| 1995  | Championnat d'Europe                    | Allemagne        | Médaille de bronze | 2 h 2 min 20 s  |
| 1993  | Triathlon de Gérardmer                  | France           | Médaille de bronze | Timing          |
| 1992  | Coupe du monde - l'étape d'Embrun       | France           | Médaille d'or      | 2 h 42 min 0 s  |
| 1992  | Coupe du monde - l'étape de Monte-Carlo | Monaco           | Médaille d'argent  | 2 h 19 min 6 s  |